# 派群島

派群島（英語：Pi Islands）是南極洲的群島，位於歐米加島東北端以東1.9公里，屬於帕默群島中梅爾基奧群島的一部分，在1946年被繪入阿根廷地圖，現時由南極條約體系管理。